# Форт-Гамильтон-Паркуэй (линия Си-Бич, Би-эм-ти)
|   |   |   |   |   |   |
| · | · | · | · | · | · |

|   |   |   |   |   |   |
| · | · | · | · | · | · |

«Форт-Гамильтон-Паркуэй» (англ. Fort Hamilton Parkway) — станция Нью-Йоркского метрополитена, расположенная на линии Си-Бич, Би-эм-ти. Станция находится в Бруклине, в округах Бенсонхерст и Сансет-Парк, на пересечении Форт Хамилтон парквэй с 62-й улицей. На станции останавливаются маршруты N (круглосуточно) и W (часть рейсов в часы пик в пиковом направлении).
Станция наземная, расположена на четырёхпутной линии и представлена двумя боковыми платформами, обслуживающими только внешние (локальные) пути. Два центральных экспресс-пути не используются для маршрутного движения поездов, и за всю историю подземки использовались только в 1967 — 1968 годах час пиковым суперэкспрессом NX. Платформы на всем протяжении оборудованы навесом. Стены окрашены в бежевый, а колонны в синий цвет. Северный экспресс-путь (на Манхэттен) работает в режиме однопутного перегона, так как другой экспресс-путь разобран на некоторых участках и отключен от линии. Таким образом линия как таковая является трехпутной, а центральный экспресс-путь может использоваться для движения в обоих направлениях. Платформы несколько длиннее, нежели другие станции этой линии. Это объясняется большим расстоянием между Форт Хамилтон парквэй и 11-й авеню, к которым станция имеет выход. С севера вдоль линии проходят пути LIRR.
Станция имеет два выхода, оба из которых представлены лестницами и вестибюлем с турникетным павильоном. Основной выход расположен на северном конце станции и приводит к перекрестку Форт Хамилтон парквэя с 62-й улицей. Второй выход расположен с южного конца платформ и приводит к перекрестку 62-й улицы с 11-й авеню. Этот выход представлен только полноростовыми турникетами и работает только на выход пассажиров со станции.

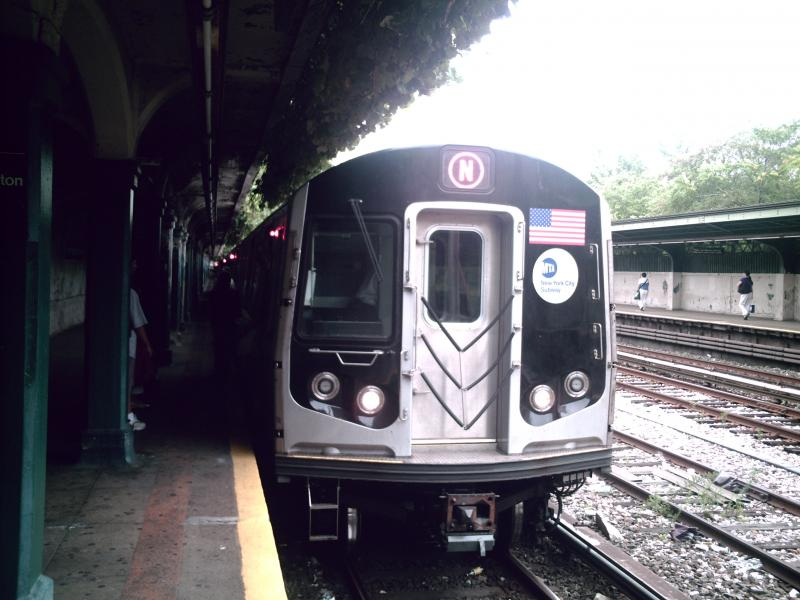
Поезд N прибывает на станцию в сторону Coney Island — Stillwell Avenue
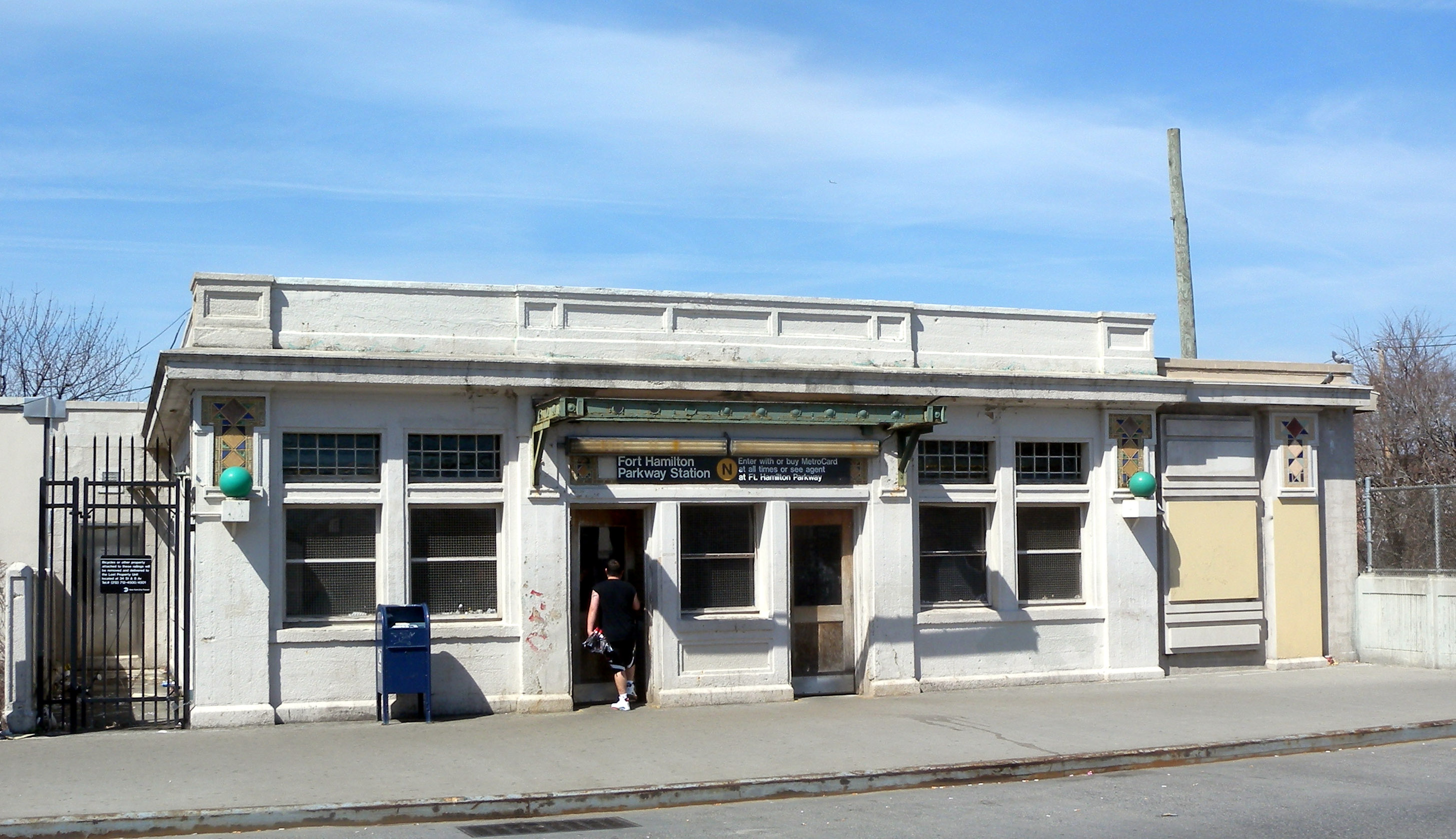
Выход на 11-ю авеню